# Београдски Трилер Фест
Београдски Трилер Фест (Belgrade Thrillerfest) је фестивал посвећен свим облицима трилера као жанра. На фестивалу се представљају тематски филмови, ТВ серије, књиге, стрипови и видео игре, кроз пројекције, радионице, промоције књига, разговоре са писцима, продуцентима, и ексклузивне премијере. На фестивалу учествују водећи аутори, сценаристи, продуценти и критичари из Србије и света. Први Београдски Трилер Фест одржан је од 16. до 18. маја 2025. године у београдском Дому омладине. Фестивал организују агенција Hero Advertising и Удружење писаца трилера (UPiT).

## Први Београдски Трилер Фест
На првом Београдском Трилер Фесту, осим официјалног програма, додељене су и награде за најбољи трилер роман и сценарио. Ове награде установило је Удружење писаца трилера (UPiT). Награде се састоје из статуета Златни, Сребрни и Бронзани трилер, чији су аутори уметници Верољуб Наумовић и Бранислав Црвенковић. Конкурс је регионални и на њему учествују писци и сценаристи из Србије, Хрватске, Црне Горе и Босне и Херцеговине.
Награда за најбољи трилер сценарио:
- Златни трилер добио је тим који стоји иза политичког трилера Сабља, а предводе га Горан Станковић и Владимир Тагић.
- Сребрни трилер додељен је Јасмили Жбанић, Елми Татарагић и Дамиру Ибрахимовићу за серију Знам како дишеш.
- Бронзани трилер добили су сценаристи Марко Поповић и Ива Митровић за серију Позив.

Награде је лауреатима уручила шведска књижевница Малин Стен, гошћа првог Београдског Трилер Феста.
Награда за најбољи трилер роман:
- Златни трилер добио је Ото Олтвањи за роман Поље медуза.
- Сребрни трилер додељен је Соњи Ћирић за роман Да ли и код тебе пљушти?
- Бронзани трилер добио је Ђорђе Бајић за роман Умри, љубави!

Награде је лауреатима уручио норвешки писац Ју Несбе, један од најпознатијих светских писаца трилера, такође гост фестивала.